# بولانك
بولانك (بالكردية: Kop) هي بلدة وقضاء في محافظة موش بمنطقة الأناضول الشرقية، تركيا. عرفت بولانك تاريخياً لإنتاج القمح والملح.